# Bethel Acres (Oklahoma)
Bethel Acres es un pueblo ubicado en el condado de Pottawatomie en el estado estadounidense de Oklahoma. En el año 2010 tenía una población de 2895 habitantes y una densidad poblacional de 39,6 personas por km².

## Geografía
Bethel Acres se encuentra ubicado en las coordenadas 35°18′41″N 97°1′39″O / 35.31139, -97.02750 (35.311381, -97.027550).

## Demografía
Según la Oficina del Censo en 2000 los ingresos medios por hogar en la localidad eran de $43,961 y los ingresos medios por familia eran $45,000. Los hombres tenían unos ingresos medios de $37,390 frente a los $24,185 para las mujeres. La renta per cápita para la localidad era de $18,826. Alrededor del 6.3% de la población estaban por debajo del umbral de pobreza.